# Moustache (песня)
«Moustache» (Усы) — песня в исполнении французской поп-группы «Twin Twin», с которой они представили Францию на конкурсе песни «Евровидение-2014».
Песня была выбрана 2 марта 2014 года на национальном отборе, что позволило французской группе представить свою страну на международном конкурсе песни «Евровидение-2014», который прошёл в Копенгагене, Дания.

## Список композиций
| №  | Название                      | Длительность |
| -- | ----------------------------- | ------------ |
| 1. | «Moustache» (Eurovision 2014) | 2:49         |

## Позиции в чартах
| Чарт (2014)                     | Наивысшая позиция |
| ------------------------------- | ----------------- |
| Австрия (Ö3 Austria Top 40)     | 60                |
| Франция (SNEP)                  | 115               |
| Германия (GfK)                  | 89                |
| Ирландия (IRMA)                 | 79                |
| Швеция (Sverigetopplistan)      | 53                |
| Великобритания (OCC UK Singles) | 89                |